# Campylothelium chlorogastricum
Campylothelium chlorogastricum är en lavart som först beskrevs av Johannes Müller Argoviensis, och fick sitt nu gällande namn av Aptroot. Campylothelium chlorogastricum ingår i släktet Campylothelium och familjen Trypetheliaceae.   Inga underarter finns listade i Catalogue of Life.